# أندرو براون (لاعب كرة قاعدة)
أندرو براون (بالإنجليزية: Andrew Brown)‏ هو لاعب كرة قاعدة أمريكي، ولد في 17 فبراير 1981 في تشاردن في الولايات المتحدة.

## وصلات خارجية
- أندرو براون (لاعب كرة قاعدة) على موقعبيزبول رفرنس.كوم (الدوري الرئيسي) (الإنجليزية)
- أندرو براون (لاعب كرة قاعدة) على موقعبيزبول رفرنس.كوم (الدوري الثانوي) (الإنجليزية)
- أندرو براون (لاعب كرة قاعدة) على موقع مشجعي الرسوم البيانية (الإنجليزية)